# ОШ „Михајло Спорић“ Мајданпек
Основна школа „Михајло Спорић“ (стари назив: Основна школа „12. септембар“) државна је основна школа, која се налази у Мајданпеку, у Борском управном округу.

## Историјат
Основна школа „Михајло Спорић“ основана је 1970. године. Од свог оснивања до краја школске 2020/2021. године носила је назив Основна школа „12. септембар“, по датуму који град Мајданпек слави као Дан ослобођења. 
Од 1. септембра 2021. године, школа је преименована у част младог српског физичара и математичарa, Михајла Спорића, некадашњег победника бројних домаћих и међународних такмичења и освајача златних медаља из 2016. године на Међународној олимпијади из физике, Међународној Жаутиковској олимпијади и румунском мастеру из физике.

## Школске активности
Примарну делатност Основне школе „Михајло Спорић“ чини основно образовање и васпитање ученика.
За најмлађе ученике у овој школи постоји могућност продуженог боравка у посебно опремљеном и потребама ученика прилагођеном простору, са прецизно испланираним и организованим активностима, које, осим домаћих задатака и рекреације, обухватају и разноврсне креативне активности. 
Политика школе посвећује посебну пажњу неговању толеранције, позитивне социјалне климе и међусобне сарадње, као и развијању потенцијала ученика. 

## Награде и признања
Ученици Основне школе „Михајло Спорић“ редовно учествују на бројним такмичењима из различитих области, на којима постижу успехе и освајају награде и признања.
Школи су додељена признања попут Златне плакете за изузетне резултате постигнуте у васпитању и образовању ученика коју је, поред школе као установе, добило и десет радника школе појединачно.
Школа је добитник и награде Локалног еколошког акционог плана за најуређенију башту на нивоу општине.